# Michel Engels
Michel Engels (Rollingergrund, 8 de juliol de 1851- Rollingergrund, 2 de novembre de 1901) fou un il·lustrador, pintor i professor d'art luxemburguès, recordat principalment pels seus esbossos de les fortificacions de la ciutat de Luxemburg i també com cofundador del Cercle Artístic de Luxemburg.

## Biografia
Nascut a Rollingergrund, barri de la Ciutat de Luxemburg, el 6 de juny de 1851, Engels va estudiar art a l'Ateneu, on va ser un dels últims alumnes instruïts per Jean-Baptiste Fresez, considerat com el més gran artista de Luxemburg del segle xix. Beneficiant-se d'una subvenció de l'Estat, després va passar a estudiar a l'Acadèmia de Belles Arts de Múnic.
Al seu retorn a Luxemburg, Engels es va convertir en professor d'art a l'Ateneu, guanyant l'estatus de professor el 1895. Ell era popular entre els seus estudiants i sovint anava fins al barri de Rollingergrund per practicar dibuix. El 1889, va publicar una sèrie de 20 dibuixos d'escenes de la Ciutat de Luxemburg, animant els seus alumnes a utilitzar-los com una guia. També va estimular el seu interès per l'art, donant conferències i amb la publicació d'articles, va ser l'obertura d'un nou enfocament de l'ensenyament de l'art al Gran Ducat.

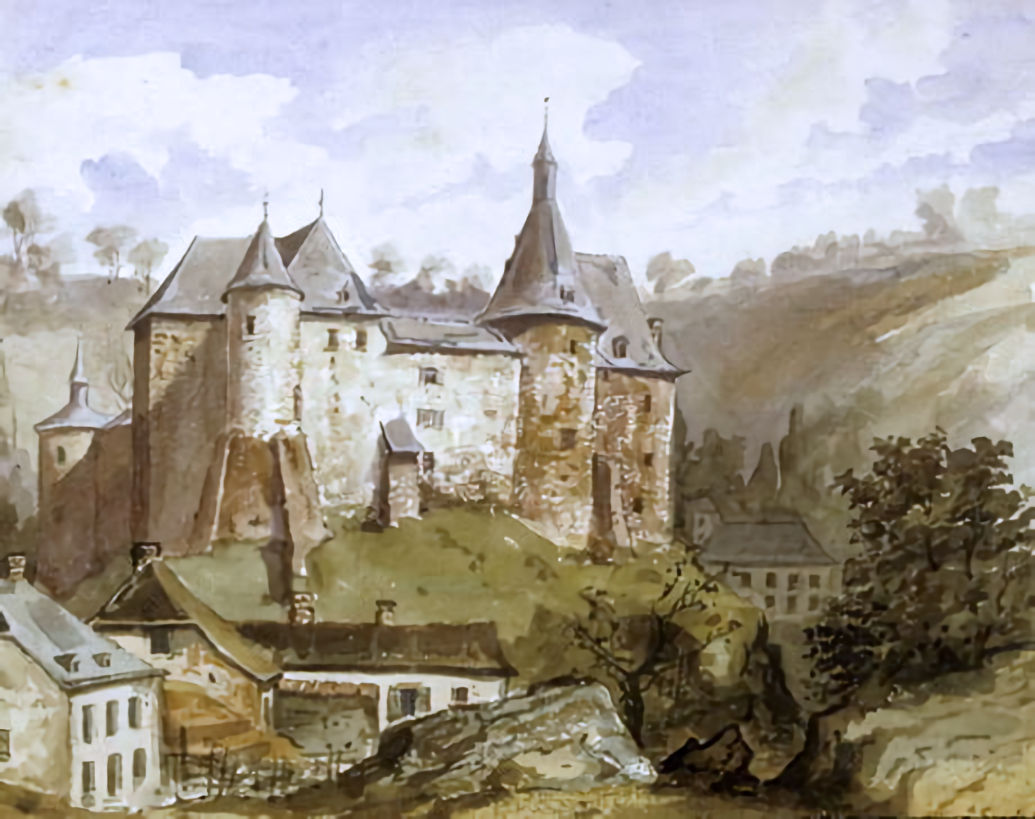
Michel Engels: Castell de Clervaux (1886)

Al costat de la seva carrera acadèmica es va convertir en un artista creatiu molt apreciat, sobretot en el dibuix al llapis o ploma i tinta amb algunes vegades una addició de color. Estava menys interessat en la pintura encara que ha deixat una gran imatge de la Sagrada Família a l'Església de Rollingergrund. Va ser dit com «El meticulós Engels». Especialitzat en escenes religioses i històriques, va publicar una sèrie d'àlbums com Bilder aus der ehemaligen Bundesfestung, Pittoresque Le Luxembourg i Stadt*und Festung Luxemburg ehemals und heute, així com 31 làmines que il·lustren la processó de clausura durant el festival nacional d'Octave. Les seves escenes es representen amb línies fines, però, amb l'absència de qualsevol figura, té una aparença força freda. Tanmateix es representa fidelment el passat de la ciutat, perquè es basen en litografies de Jean-Baptiste Fresez o Nicolas Liez o també en fotografies de pioners com Pierre Brandenburg.

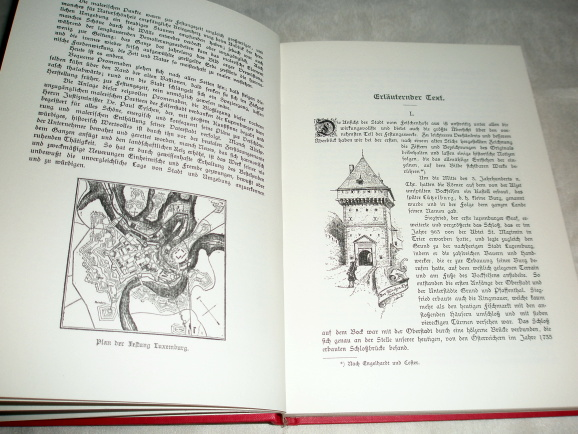
Il·lustració per Michel Engels (1887).

A més a més dels seus propis dibuixos històrics, va il·lustrar llibres i revistes i va escriure relats dels seus viatges a Budapest, Múnic, Viena, Itàlia i Suïssa. En el seu relat de les seves estades a París conta com va conèixer el famós pintor hongarès Mihály Munkácsy que posteriorment ho va invitar al castell de Colbach i li va donar un àlbum dels seus esbossos. També va publicar diverses obres il·lustrades sobre art i va contribuir amb articles a la premsa alemanya. Finalment, va pintar un parell d'aquarel·les dels castells de Bourscheid i Clervaux.

## Premis i afiliacions
- Cavaller de l'Orde d'Adolf de Nassau
- Membre de l'Institut Gran Ducal
- Cofundador del Cercle Artístic de Luxemburg